# Bridger, Montana
Bridger är en ort i Carbon County i delstaten Montana, USA.